# Этюд Рети
Этюд Рети — один из самых известных шахматных этюдов. Опубликован чехословацким шахматистом Рихардом Рети в 1921 году. «Замысел Рети — одно из самых замечательных шахматных открытий. Создание этого шедевра было подготовлено всем развитием композиции», писал Анатолий Карпов
|   | a                                                                     | b                                                                     | c                                                                     | d                                                                     | e                                                                     | f                                                                     | g                                                                     | h                                                                     |   |
| - | --------------------------------------------------------------------- | --------------------------------------------------------------------- | --------------------------------------------------------------------- | --------------------------------------------------------------------- | --------------------------------------------------------------------- | --------------------------------------------------------------------- | --------------------------------------------------------------------- | --------------------------------------------------------------------- | - |
| 8 | h8 белый король · a6 чёрный король · c6 белая пешка · h5 чёрная пешка | h8 белый король · a6 чёрный король · c6 белая пешка · h5 чёрная пешка | h8 белый король · a6 чёрный король · c6 белая пешка · h5 чёрная пешка | h8 белый король · a6 чёрный король · c6 белая пешка · h5 чёрная пешка | h8 белый король · a6 чёрный король · c6 белая пешка · h5 чёрная пешка | h8 белый король · a6 чёрный король · c6 белая пешка · h5 чёрная пешка | h8 белый король · a6 чёрный король · c6 белая пешка · h5 чёрная пешка | h8 белый король · a6 чёрный король · c6 белая пешка · h5 чёрная пешка | 8 |
| 7 | h8 белый король · a6 чёрный король · c6 белая пешка · h5 чёрная пешка | h8 белый король · a6 чёрный король · c6 белая пешка · h5 чёрная пешка | h8 белый король · a6 чёрный король · c6 белая пешка · h5 чёрная пешка | h8 белый король · a6 чёрный король · c6 белая пешка · h5 чёрная пешка | h8 белый король · a6 чёрный король · c6 белая пешка · h5 чёрная пешка | h8 белый король · a6 чёрный король · c6 белая пешка · h5 чёрная пешка | h8 белый король · a6 чёрный король · c6 белая пешка · h5 чёрная пешка | h8 белый король · a6 чёрный король · c6 белая пешка · h5 чёрная пешка | 7 |
| 6 | h8 белый король · a6 чёрный король · c6 белая пешка · h5 чёрная пешка | h8 белый король · a6 чёрный король · c6 белая пешка · h5 чёрная пешка | h8 белый король · a6 чёрный король · c6 белая пешка · h5 чёрная пешка | h8 белый король · a6 чёрный король · c6 белая пешка · h5 чёрная пешка | h8 белый король · a6 чёрный король · c6 белая пешка · h5 чёрная пешка | h8 белый король · a6 чёрный король · c6 белая пешка · h5 чёрная пешка | h8 белый король · a6 чёрный король · c6 белая пешка · h5 чёрная пешка | h8 белый король · a6 чёрный король · c6 белая пешка · h5 чёрная пешка | 6 |
| 5 | h8 белый король · a6 чёрный король · c6 белая пешка · h5 чёрная пешка | h8 белый король · a6 чёрный король · c6 белая пешка · h5 чёрная пешка | h8 белый король · a6 чёрный король · c6 белая пешка · h5 чёрная пешка | h8 белый король · a6 чёрный король · c6 белая пешка · h5 чёрная пешка | h8 белый король · a6 чёрный король · c6 белая пешка · h5 чёрная пешка | h8 белый король · a6 чёрный король · c6 белая пешка · h5 чёрная пешка | h8 белый король · a6 чёрный король · c6 белая пешка · h5 чёрная пешка | h8 белый король · a6 чёрный король · c6 белая пешка · h5 чёрная пешка | 5 |
| 4 | h8 белый король · a6 чёрный король · c6 белая пешка · h5 чёрная пешка | h8 белый король · a6 чёрный король · c6 белая пешка · h5 чёрная пешка | h8 белый король · a6 чёрный король · c6 белая пешка · h5 чёрная пешка | h8 белый король · a6 чёрный король · c6 белая пешка · h5 чёрная пешка | h8 белый король · a6 чёрный король · c6 белая пешка · h5 чёрная пешка | h8 белый король · a6 чёрный король · c6 белая пешка · h5 чёрная пешка | h8 белый король · a6 чёрный король · c6 белая пешка · h5 чёрная пешка | h8 белый король · a6 чёрный король · c6 белая пешка · h5 чёрная пешка | 4 |
| 3 | h8 белый король · a6 чёрный король · c6 белая пешка · h5 чёрная пешка | h8 белый король · a6 чёрный король · c6 белая пешка · h5 чёрная пешка | h8 белый король · a6 чёрный король · c6 белая пешка · h5 чёрная пешка | h8 белый король · a6 чёрный король · c6 белая пешка · h5 чёрная пешка | h8 белый король · a6 чёрный король · c6 белая пешка · h5 чёрная пешка | h8 белый король · a6 чёрный король · c6 белая пешка · h5 чёрная пешка | h8 белый король · a6 чёрный король · c6 белая пешка · h5 чёрная пешка | h8 белый король · a6 чёрный король · c6 белая пешка · h5 чёрная пешка | 3 |
| 2 | h8 белый король · a6 чёрный король · c6 белая пешка · h5 чёрная пешка | h8 белый король · a6 чёрный король · c6 белая пешка · h5 чёрная пешка | h8 белый король · a6 чёрный король · c6 белая пешка · h5 чёрная пешка | h8 белый король · a6 чёрный король · c6 белая пешка · h5 чёрная пешка | h8 белый король · a6 чёрный король · c6 белая пешка · h5 чёрная пешка | h8 белый король · a6 чёрный король · c6 белая пешка · h5 чёрная пешка | h8 белый король · a6 чёрный король · c6 белая пешка · h5 чёрная пешка | h8 белый король · a6 чёрный король · c6 белая пешка · h5 чёрная пешка | 2 |
| 1 | h8 белый король · a6 чёрный король · c6 белая пешка · h5 чёрная пешка | h8 белый король · a6 чёрный король · c6 белая пешка · h5 чёрная пешка | h8 белый король · a6 чёрный король · c6 белая пешка · h5 чёрная пешка | h8 белый король · a6 чёрный король · c6 белая пешка · h5 чёрная пешка | h8 белый король · a6 чёрный король · c6 белая пешка · h5 чёрная пешка | h8 белый король · a6 чёрный король · c6 белая пешка · h5 чёрная пешка | h8 белый король · a6 чёрный король · c6 белая пешка · h5 чёрная пешка | h8 белый король · a6 чёрный король · c6 белая пешка · h5 чёрная пешка | 1 |
|   | a                                                                     | b                                                                     | c                                                                     | d                                                                     | e                                                                     | f                                                                     | g                                                                     | h                                                                     |   |

На первый взгляд кажется, что задание невыполнимо: догнать чёрную пешку белым королём не представляется возможным; чёрный же король может легко задержать белую пешку, если та двинется вперёд. Однако геометрия шахматной доски неевклидова — продвижение по диагонали занимает столько же ходов, сколько продвижение по прямой. Это позволяет белому королю совершить весьма неожиданный и парадоксальный манёвр.
1. Крg7! h4 2. Крf6 Крb6 (после 2…h3 3. Крe7 h2 4. c7 Крb7 5. Крd7 пешки становятся ферзями одновременно) 3. Крe5! Теперь после 3…Кр:c6 4. Крf4 белый король попадает в квадрат пешки и задерживает её, а если 3…h3, то после 4. Крd6 вновь пешки одновременно проходят в ферзи, в обоих случаях — ничья.
Как выразился теоретик этюдной эстетики А. С. Гурвич в своей статье «шахматная поэзия», «Погонишься за одним зайцем — не поймаешь. За двумя зайцами погонишься — одного поймаешь!».

## История
Вопрос о месте первой публикации этюда вызывает споры. Артур Мандлер, друг и биограф Рети, в сборнике этюдов Рети указал местом публикации газету Kagans Neueste Schachnachrichten). По мнению некоторых других исследователей, впервые этюд Рети был опубликован в Deutsch-Österreichische Tageszeitung 11 сентября 1921.
По признанию самого Рети, исходный мотив для этюда он нашёл в партии австрийского шахматиста Карла Шлехтера, сыгранной в 1893 году.
|   | a                                                                     | b                                                                     | c                                                                     | d                                                                     | e                                                                     | f                                                                     | g                                                                     | h                                                                     |   |
| - | --------------------------------------------------------------------- | --------------------------------------------------------------------- | --------------------------------------------------------------------- | --------------------------------------------------------------------- | --------------------------------------------------------------------- | --------------------------------------------------------------------- | --------------------------------------------------------------------- | --------------------------------------------------------------------- | - |
| 8 | b7 белый король · d5 чёрная пешка · c4 чёрный король · a3 белая пешка | b7 белый король · d5 чёрная пешка · c4 чёрный король · a3 белая пешка | b7 белый король · d5 чёрная пешка · c4 чёрный король · a3 белая пешка | b7 белый король · d5 чёрная пешка · c4 чёрный король · a3 белая пешка | b7 белый король · d5 чёрная пешка · c4 чёрный король · a3 белая пешка | b7 белый король · d5 чёрная пешка · c4 чёрный король · a3 белая пешка | b7 белый король · d5 чёрная пешка · c4 чёрный король · a3 белая пешка | b7 белый король · d5 чёрная пешка · c4 чёрный король · a3 белая пешка | 8 |
| 7 | b7 белый король · d5 чёрная пешка · c4 чёрный король · a3 белая пешка | b7 белый король · d5 чёрная пешка · c4 чёрный король · a3 белая пешка | b7 белый король · d5 чёрная пешка · c4 чёрный король · a3 белая пешка | b7 белый король · d5 чёрная пешка · c4 чёрный король · a3 белая пешка | b7 белый король · d5 чёрная пешка · c4 чёрный король · a3 белая пешка | b7 белый король · d5 чёрная пешка · c4 чёрный король · a3 белая пешка | b7 белый король · d5 чёрная пешка · c4 чёрный король · a3 белая пешка | b7 белый король · d5 чёрная пешка · c4 чёрный король · a3 белая пешка | 7 |
| 6 | b7 белый король · d5 чёрная пешка · c4 чёрный король · a3 белая пешка | b7 белый король · d5 чёрная пешка · c4 чёрный король · a3 белая пешка | b7 белый король · d5 чёрная пешка · c4 чёрный король · a3 белая пешка | b7 белый король · d5 чёрная пешка · c4 чёрный король · a3 белая пешка | b7 белый король · d5 чёрная пешка · c4 чёрный король · a3 белая пешка | b7 белый король · d5 чёрная пешка · c4 чёрный король · a3 белая пешка | b7 белый король · d5 чёрная пешка · c4 чёрный король · a3 белая пешка | b7 белый король · d5 чёрная пешка · c4 чёрный король · a3 белая пешка | 6 |
| 5 | b7 белый король · d5 чёрная пешка · c4 чёрный король · a3 белая пешка | b7 белый король · d5 чёрная пешка · c4 чёрный король · a3 белая пешка | b7 белый король · d5 чёрная пешка · c4 чёрный король · a3 белая пешка | b7 белый король · d5 чёрная пешка · c4 чёрный король · a3 белая пешка | b7 белый король · d5 чёрная пешка · c4 чёрный король · a3 белая пешка | b7 белый король · d5 чёрная пешка · c4 чёрный король · a3 белая пешка | b7 белый король · d5 чёрная пешка · c4 чёрный король · a3 белая пешка | b7 белый король · d5 чёрная пешка · c4 чёрный король · a3 белая пешка | 5 |
| 4 | b7 белый король · d5 чёрная пешка · c4 чёрный король · a3 белая пешка | b7 белый король · d5 чёрная пешка · c4 чёрный король · a3 белая пешка | b7 белый король · d5 чёрная пешка · c4 чёрный король · a3 белая пешка | b7 белый король · d5 чёрная пешка · c4 чёрный король · a3 белая пешка | b7 белый король · d5 чёрная пешка · c4 чёрный король · a3 белая пешка | b7 белый король · d5 чёрная пешка · c4 чёрный король · a3 белая пешка | b7 белый король · d5 чёрная пешка · c4 чёрный король · a3 белая пешка | b7 белый король · d5 чёрная пешка · c4 чёрный король · a3 белая пешка | 4 |
| 3 | b7 белый король · d5 чёрная пешка · c4 чёрный король · a3 белая пешка | b7 белый король · d5 чёрная пешка · c4 чёрный король · a3 белая пешка | b7 белый король · d5 чёрная пешка · c4 чёрный король · a3 белая пешка | b7 белый король · d5 чёрная пешка · c4 чёрный король · a3 белая пешка | b7 белый король · d5 чёрная пешка · c4 чёрный король · a3 белая пешка | b7 белый король · d5 чёрная пешка · c4 чёрный король · a3 белая пешка | b7 белый король · d5 чёрная пешка · c4 чёрный король · a3 белая пешка | b7 белый король · d5 чёрная пешка · c4 чёрный король · a3 белая пешка | 3 |
| 2 | b7 белый король · d5 чёрная пешка · c4 чёрный король · a3 белая пешка | b7 белый король · d5 чёрная пешка · c4 чёрный король · a3 белая пешка | b7 белый король · d5 чёрная пешка · c4 чёрный король · a3 белая пешка | b7 белый король · d5 чёрная пешка · c4 чёрный король · a3 белая пешка | b7 белый король · d5 чёрная пешка · c4 чёрный король · a3 белая пешка | b7 белый король · d5 чёрная пешка · c4 чёрный король · a3 белая пешка | b7 белый король · d5 чёрная пешка · c4 чёрный король · a3 белая пешка | b7 белый король · d5 чёрная пешка · c4 чёрный король · a3 белая пешка | 2 |
| 1 | b7 белый король · d5 чёрная пешка · c4 чёрный король · a3 белая пешка | b7 белый король · d5 чёрная пешка · c4 чёрный король · a3 белая пешка | b7 белый король · d5 чёрная пешка · c4 чёрный король · a3 белая пешка | b7 белый король · d5 чёрная пешка · c4 чёрный король · a3 белая пешка | b7 белый король · d5 чёрная пешка · c4 чёрный король · a3 белая пешка | b7 белый король · d5 чёрная пешка · c4 чёрный король · a3 белая пешка | b7 белый король · d5 чёрная пешка · c4 чёрный король · a3 белая пешка | b7 белый король · d5 чёрная пешка · c4 чёрный король · a3 белая пешка | 1 |
|   | a                                                                     | b                                                                     | c                                                                     | d                                                                     | e                                                                     | f                                                                     | g                                                                     | h                                                                     |   |

В партии последовало:

1. a4! Крb4

2. Крb6! (манёвр Рети!) Кр:a4 (после 2... d4 3. a5 обе пешки проходят одновременно)

3. Крc5, и пешка задержана.

## Развитие идеи Рети
Этюд Рети произвёл сильное впечатление на современников, а осуществлённый в нём манёвр короля, представляющий ценность для теории эндшпиля, получил название «манёвр Рети» (или «идея Рети») и затем неоднократно применялся другими авторами.

### Братья Сарычевы
Биограф Рети Артур Мандлер высказал мнение, что ни одно из многочисленных подражаний, которые вызвал этюд Рети, не возвысилось до его уровня. С ним не согласен А. С. Гурвич, который в своей программной статье «Шахматная поэзия» заявил, что приведённый ниже «выдающийся этюд братьев Сарычевых» превосходит этюд Рети по глубине и эффекту.

Это превосходство придаёт ему один первый ход, который вносит новый, чрезвычайно острый и противоречивый момент в знакомую идею. Если в композиции Р. Рети (как, впрочем, во всех известных нам этюдах, варьирующих данную тему) король сразу направляется по равнодействующей к цели, то у братьев Сарычевых он сначала делает «безумный» шаг в противоположном направлении и таким образом сам создаёт то безнадёжное на вид положение, при котором ничейный результат кажется немыслимым.

|   | a                                                                                      | b                                                                                      | c                                                                                      | d                                                                                      | e                                                                                      | f                                                                                      | g                                                                                      | h                                                                                      |   |
| - | -------------------------------------------------------------------------------------- | -------------------------------------------------------------------------------------- | -------------------------------------------------------------------------------------- | -------------------------------------------------------------------------------------- | -------------------------------------------------------------------------------------- | -------------------------------------------------------------------------------------- | -------------------------------------------------------------------------------------- | -------------------------------------------------------------------------------------- | - |
| 8 | b7 чёрная пешка · c7 белая пешка · d7 белый король · h7 чёрный слон · f3 чёрный король | b7 чёрная пешка · c7 белая пешка · d7 белый король · h7 чёрный слон · f3 чёрный король | b7 чёрная пешка · c7 белая пешка · d7 белый король · h7 чёрный слон · f3 чёрный король | b7 чёрная пешка · c7 белая пешка · d7 белый король · h7 чёрный слон · f3 чёрный король | b7 чёрная пешка · c7 белая пешка · d7 белый король · h7 чёрный слон · f3 чёрный король | b7 чёрная пешка · c7 белая пешка · d7 белый король · h7 чёрный слон · f3 чёрный король | b7 чёрная пешка · c7 белая пешка · d7 белый король · h7 чёрный слон · f3 чёрный король | b7 чёрная пешка · c7 белая пешка · d7 белый король · h7 чёрный слон · f3 чёрный король | 8 |
| 7 | b7 чёрная пешка · c7 белая пешка · d7 белый король · h7 чёрный слон · f3 чёрный король | b7 чёрная пешка · c7 белая пешка · d7 белый король · h7 чёрный слон · f3 чёрный король | b7 чёрная пешка · c7 белая пешка · d7 белый король · h7 чёрный слон · f3 чёрный король | b7 чёрная пешка · c7 белая пешка · d7 белый король · h7 чёрный слон · f3 чёрный король | b7 чёрная пешка · c7 белая пешка · d7 белый король · h7 чёрный слон · f3 чёрный король | b7 чёрная пешка · c7 белая пешка · d7 белый король · h7 чёрный слон · f3 чёрный король | b7 чёрная пешка · c7 белая пешка · d7 белый король · h7 чёрный слон · f3 чёрный король | b7 чёрная пешка · c7 белая пешка · d7 белый король · h7 чёрный слон · f3 чёрный король | 7 |
| 6 | b7 чёрная пешка · c7 белая пешка · d7 белый король · h7 чёрный слон · f3 чёрный король | b7 чёрная пешка · c7 белая пешка · d7 белый король · h7 чёрный слон · f3 чёрный король | b7 чёрная пешка · c7 белая пешка · d7 белый король · h7 чёрный слон · f3 чёрный король | b7 чёрная пешка · c7 белая пешка · d7 белый король · h7 чёрный слон · f3 чёрный король | b7 чёрная пешка · c7 белая пешка · d7 белый король · h7 чёрный слон · f3 чёрный король | b7 чёрная пешка · c7 белая пешка · d7 белый король · h7 чёрный слон · f3 чёрный король | b7 чёрная пешка · c7 белая пешка · d7 белый король · h7 чёрный слон · f3 чёрный король | b7 чёрная пешка · c7 белая пешка · d7 белый король · h7 чёрный слон · f3 чёрный король | 6 |
| 5 | b7 чёрная пешка · c7 белая пешка · d7 белый король · h7 чёрный слон · f3 чёрный король | b7 чёрная пешка · c7 белая пешка · d7 белый король · h7 чёрный слон · f3 чёрный король | b7 чёрная пешка · c7 белая пешка · d7 белый король · h7 чёрный слон · f3 чёрный король | b7 чёрная пешка · c7 белая пешка · d7 белый король · h7 чёрный слон · f3 чёрный король | b7 чёрная пешка · c7 белая пешка · d7 белый король · h7 чёрный слон · f3 чёрный король | b7 чёрная пешка · c7 белая пешка · d7 белый король · h7 чёрный слон · f3 чёрный король | b7 чёрная пешка · c7 белая пешка · d7 белый король · h7 чёрный слон · f3 чёрный король | b7 чёрная пешка · c7 белая пешка · d7 белый король · h7 чёрный слон · f3 чёрный король | 5 |
| 4 | b7 чёрная пешка · c7 белая пешка · d7 белый король · h7 чёрный слон · f3 чёрный король | b7 чёрная пешка · c7 белая пешка · d7 белый король · h7 чёрный слон · f3 чёрный король | b7 чёрная пешка · c7 белая пешка · d7 белый король · h7 чёрный слон · f3 чёрный король | b7 чёрная пешка · c7 белая пешка · d7 белый король · h7 чёрный слон · f3 чёрный король | b7 чёрная пешка · c7 белая пешка · d7 белый король · h7 чёрный слон · f3 чёрный король | b7 чёрная пешка · c7 белая пешка · d7 белый король · h7 чёрный слон · f3 чёрный король | b7 чёрная пешка · c7 белая пешка · d7 белый король · h7 чёрный слон · f3 чёрный король | b7 чёрная пешка · c7 белая пешка · d7 белый король · h7 чёрный слон · f3 чёрный король | 4 |
| 3 | b7 чёрная пешка · c7 белая пешка · d7 белый король · h7 чёрный слон · f3 чёрный король | b7 чёрная пешка · c7 белая пешка · d7 белый король · h7 чёрный слон · f3 чёрный король | b7 чёрная пешка · c7 белая пешка · d7 белый король · h7 чёрный слон · f3 чёрный король | b7 чёрная пешка · c7 белая пешка · d7 белый король · h7 чёрный слон · f3 чёрный король | b7 чёрная пешка · c7 белая пешка · d7 белый король · h7 чёрный слон · f3 чёрный король | b7 чёрная пешка · c7 белая пешка · d7 белый король · h7 чёрный слон · f3 чёрный король | b7 чёрная пешка · c7 белая пешка · d7 белый король · h7 чёрный слон · f3 чёрный король | b7 чёрная пешка · c7 белая пешка · d7 белый король · h7 чёрный слон · f3 чёрный король | 3 |
| 2 | b7 чёрная пешка · c7 белая пешка · d7 белый король · h7 чёрный слон · f3 чёрный король | b7 чёрная пешка · c7 белая пешка · d7 белый король · h7 чёрный слон · f3 чёрный король | b7 чёрная пешка · c7 белая пешка · d7 белый король · h7 чёрный слон · f3 чёрный король | b7 чёрная пешка · c7 белая пешка · d7 белый король · h7 чёрный слон · f3 чёрный король | b7 чёрная пешка · c7 белая пешка · d7 белый король · h7 чёрный слон · f3 чёрный король | b7 чёрная пешка · c7 белая пешка · d7 белый король · h7 чёрный слон · f3 чёрный король | b7 чёрная пешка · c7 белая пешка · d7 белый король · h7 чёрный слон · f3 чёрный король | b7 чёрная пешка · c7 белая пешка · d7 белый король · h7 чёрный слон · f3 чёрный король | 2 |
| 1 | b7 чёрная пешка · c7 белая пешка · d7 белый король · h7 чёрный слон · f3 чёрный король | b7 чёрная пешка · c7 белая пешка · d7 белый король · h7 чёрный слон · f3 чёрный король | b7 чёрная пешка · c7 белая пешка · d7 белый король · h7 чёрный слон · f3 чёрный король | b7 чёрная пешка · c7 белая пешка · d7 белый король · h7 чёрный слон · f3 чёрный король | b7 чёрная пешка · c7 белая пешка · d7 белый король · h7 чёрный слон · f3 чёрный король | b7 чёрная пешка · c7 белая пешка · d7 белый король · h7 чёрный слон · f3 чёрный король | b7 чёрная пешка · c7 белая пешка · d7 белый король · h7 чёрный слон · f3 чёрный король | b7 чёрная пешка · c7 белая пешка · d7 белый король · h7 чёрный слон · f3 чёрный король | 1 |
|   | a                                                                                      | b                                                                                      | c                                                                                      | d                                                                                      | e                                                                                      | f                                                                                      | g                                                                                      | h                                                                                      |   |

Решение.

1. Крc8!! (выглядит нелепо, но это единственный путь к ничьей) b5

2. Крd7! (угрожая 3. Крc6) b4

3. Крd6 (3. Крe6? Крe4 с выигрышем) Сf5

4. Крe5 С~

5. Крd4, и пешка задержана.

Нельзя было 1. Кре6? Крe4 или 1. Крd6? Сf5 и 2... Сc8 ∓
Известный этюдист Генрих Каспарян писал об этом этюде: «Среди всех этюдов с идеей Рети —  бесспорно, самый парадоксальный и остроумный. Поэтому его можно считать подлинным развитием идеи Рети».

### Другие вариации идеи Рети

#### Анри Ринк
Ринк представил тему «анти-Рети», то есть опубликовал позицию, в которой идея Рети находит опровержение.
|   | a                                                                     | b                                                                     | c                                                                     | d                                                                     | e                                                                     | f                                                                     | g                                                                     | h                                                                     |   |
| - | --------------------------------------------------------------------- | --------------------------------------------------------------------- | --------------------------------------------------------------------- | --------------------------------------------------------------------- | --------------------------------------------------------------------- | --------------------------------------------------------------------- | --------------------------------------------------------------------- | --------------------------------------------------------------------- | - |
| 8 | a3 белая пешка · f3 чёрная пешка · a2 чёрный король · h2 белый король | a3 белая пешка · f3 чёрная пешка · a2 чёрный король · h2 белый король | a3 белая пешка · f3 чёрная пешка · a2 чёрный король · h2 белый король | a3 белая пешка · f3 чёрная пешка · a2 чёрный король · h2 белый король | a3 белая пешка · f3 чёрная пешка · a2 чёрный король · h2 белый король | a3 белая пешка · f3 чёрная пешка · a2 чёрный король · h2 белый король | a3 белая пешка · f3 чёрная пешка · a2 чёрный король · h2 белый король | a3 белая пешка · f3 чёрная пешка · a2 чёрный король · h2 белый король | 8 |
| 7 | a3 белая пешка · f3 чёрная пешка · a2 чёрный король · h2 белый король | a3 белая пешка · f3 чёрная пешка · a2 чёрный король · h2 белый король | a3 белая пешка · f3 чёрная пешка · a2 чёрный король · h2 белый король | a3 белая пешка · f3 чёрная пешка · a2 чёрный король · h2 белый король | a3 белая пешка · f3 чёрная пешка · a2 чёрный король · h2 белый король | a3 белая пешка · f3 чёрная пешка · a2 чёрный король · h2 белый король | a3 белая пешка · f3 чёрная пешка · a2 чёрный король · h2 белый король | a3 белая пешка · f3 чёрная пешка · a2 чёрный король · h2 белый король | 7 |
| 6 | a3 белая пешка · f3 чёрная пешка · a2 чёрный король · h2 белый король | a3 белая пешка · f3 чёрная пешка · a2 чёрный король · h2 белый король | a3 белая пешка · f3 чёрная пешка · a2 чёрный король · h2 белый король | a3 белая пешка · f3 чёрная пешка · a2 чёрный король · h2 белый король | a3 белая пешка · f3 чёрная пешка · a2 чёрный король · h2 белый король | a3 белая пешка · f3 чёрная пешка · a2 чёрный король · h2 белый король | a3 белая пешка · f3 чёрная пешка · a2 чёрный король · h2 белый король | a3 белая пешка · f3 чёрная пешка · a2 чёрный король · h2 белый король | 6 |
| 5 | a3 белая пешка · f3 чёрная пешка · a2 чёрный король · h2 белый король | a3 белая пешка · f3 чёрная пешка · a2 чёрный король · h2 белый король | a3 белая пешка · f3 чёрная пешка · a2 чёрный король · h2 белый король | a3 белая пешка · f3 чёрная пешка · a2 чёрный король · h2 белый король | a3 белая пешка · f3 чёрная пешка · a2 чёрный король · h2 белый король | a3 белая пешка · f3 чёрная пешка · a2 чёрный король · h2 белый король | a3 белая пешка · f3 чёрная пешка · a2 чёрный король · h2 белый король | a3 белая пешка · f3 чёрная пешка · a2 чёрный король · h2 белый король | 5 |
| 4 | a3 белая пешка · f3 чёрная пешка · a2 чёрный король · h2 белый король | a3 белая пешка · f3 чёрная пешка · a2 чёрный король · h2 белый король | a3 белая пешка · f3 чёрная пешка · a2 чёрный король · h2 белый король | a3 белая пешка · f3 чёрная пешка · a2 чёрный король · h2 белый король | a3 белая пешка · f3 чёрная пешка · a2 чёрный король · h2 белый король | a3 белая пешка · f3 чёрная пешка · a2 чёрный король · h2 белый король | a3 белая пешка · f3 чёрная пешка · a2 чёрный король · h2 белый король | a3 белая пешка · f3 чёрная пешка · a2 чёрный король · h2 белый король | 4 |
| 3 | a3 белая пешка · f3 чёрная пешка · a2 чёрный король · h2 белый король | a3 белая пешка · f3 чёрная пешка · a2 чёрный король · h2 белый король | a3 белая пешка · f3 чёрная пешка · a2 чёрный король · h2 белый король | a3 белая пешка · f3 чёрная пешка · a2 чёрный король · h2 белый король | a3 белая пешка · f3 чёрная пешка · a2 чёрный король · h2 белый король | a3 белая пешка · f3 чёрная пешка · a2 чёрный король · h2 белый король | a3 белая пешка · f3 чёрная пешка · a2 чёрный король · h2 белый король | a3 белая пешка · f3 чёрная пешка · a2 чёрный король · h2 белый король | 3 |
| 2 | a3 белая пешка · f3 чёрная пешка · a2 чёрный король · h2 белый король | a3 белая пешка · f3 чёрная пешка · a2 чёрный король · h2 белый король | a3 белая пешка · f3 чёрная пешка · a2 чёрный король · h2 белый король | a3 белая пешка · f3 чёрная пешка · a2 чёрный король · h2 белый король | a3 белая пешка · f3 чёрная пешка · a2 чёрный король · h2 белый король | a3 белая пешка · f3 чёрная пешка · a2 чёрный король · h2 белый король | a3 белая пешка · f3 чёрная пешка · a2 чёрный король · h2 белый король | a3 белая пешка · f3 чёрная пешка · a2 чёрный король · h2 белый король | 2 |
| 1 | a3 белая пешка · f3 чёрная пешка · a2 чёрный король · h2 белый король | a3 белая пешка · f3 чёрная пешка · a2 чёрный король · h2 белый король | a3 белая пешка · f3 чёрная пешка · a2 чёрный король · h2 белый король | a3 белая пешка · f3 чёрная пешка · a2 чёрный король · h2 белый король | a3 белая пешка · f3 чёрная пешка · a2 чёрный король · h2 белый король | a3 белая пешка · f3 чёрная пешка · a2 чёрный король · h2 белый король | a3 белая пешка · f3 чёрная пешка · a2 чёрный король · h2 белый король | a3 белая пешка · f3 чёрная пешка · a2 чёрный король · h2 белый король | 1 |
|   | a                                                                     | b                                                                     | c                                                                     | d                                                                     | e                                                                     | f                                                                     | g                                                                     | h                                                                     |   |

Решение.

1. a4 Крb3

2. a5 Крc3! (намереваясь осуществить манёвр Рети; не проходит 2... Крc4 3. a6 Крd3 4. a7 f2 5. a8Ф f1Ф 6. Фa6+)

3. Крg1! (после 3. Крg3? Крd4! или 3. a6? Крd2! чёрные достигают ничьей) Крd4

4. a6 Крe3

5. Крf1 с выигрышем.

#### Рихард Рети
Рети не раз возвращался к открытой им теме. Ниже приводится этюд, в котором автор добавил чёрным слона.
|   | a                                                                                      | b                                                                                      | c                                                                                      | d                                                                                      | e                                                                                      | f                                                                                      | g                                                                                      | h                                                                                      |   |
| - | -------------------------------------------------------------------------------------- | -------------------------------------------------------------------------------------- | -------------------------------------------------------------------------------------- | -------------------------------------------------------------------------------------- | -------------------------------------------------------------------------------------- | -------------------------------------------------------------------------------------- | -------------------------------------------------------------------------------------- | -------------------------------------------------------------------------------------- | - |
| 8 | f8 белый король · a7 чёрный король · e6 белая пешка · g6 чёрная пешка · e2 чёрный слон | f8 белый король · a7 чёрный король · e6 белая пешка · g6 чёрная пешка · e2 чёрный слон | f8 белый король · a7 чёрный король · e6 белая пешка · g6 чёрная пешка · e2 чёрный слон | f8 белый король · a7 чёрный король · e6 белая пешка · g6 чёрная пешка · e2 чёрный слон | f8 белый король · a7 чёрный король · e6 белая пешка · g6 чёрная пешка · e2 чёрный слон | f8 белый король · a7 чёрный король · e6 белая пешка · g6 чёрная пешка · e2 чёрный слон | f8 белый король · a7 чёрный король · e6 белая пешка · g6 чёрная пешка · e2 чёрный слон | f8 белый король · a7 чёрный король · e6 белая пешка · g6 чёрная пешка · e2 чёрный слон | 8 |
| 7 | f8 белый король · a7 чёрный король · e6 белая пешка · g6 чёрная пешка · e2 чёрный слон | f8 белый король · a7 чёрный король · e6 белая пешка · g6 чёрная пешка · e2 чёрный слон | f8 белый король · a7 чёрный король · e6 белая пешка · g6 чёрная пешка · e2 чёрный слон | f8 белый король · a7 чёрный король · e6 белая пешка · g6 чёрная пешка · e2 чёрный слон | f8 белый король · a7 чёрный король · e6 белая пешка · g6 чёрная пешка · e2 чёрный слон | f8 белый король · a7 чёрный король · e6 белая пешка · g6 чёрная пешка · e2 чёрный слон | f8 белый король · a7 чёрный король · e6 белая пешка · g6 чёрная пешка · e2 чёрный слон | f8 белый король · a7 чёрный король · e6 белая пешка · g6 чёрная пешка · e2 чёрный слон | 7 |
| 6 | f8 белый король · a7 чёрный король · e6 белая пешка · g6 чёрная пешка · e2 чёрный слон | f8 белый король · a7 чёрный король · e6 белая пешка · g6 чёрная пешка · e2 чёрный слон | f8 белый король · a7 чёрный король · e6 белая пешка · g6 чёрная пешка · e2 чёрный слон | f8 белый король · a7 чёрный король · e6 белая пешка · g6 чёрная пешка · e2 чёрный слон | f8 белый король · a7 чёрный король · e6 белая пешка · g6 чёрная пешка · e2 чёрный слон | f8 белый король · a7 чёрный король · e6 белая пешка · g6 чёрная пешка · e2 чёрный слон | f8 белый король · a7 чёрный король · e6 белая пешка · g6 чёрная пешка · e2 чёрный слон | f8 белый король · a7 чёрный король · e6 белая пешка · g6 чёрная пешка · e2 чёрный слон | 6 |
| 5 | f8 белый король · a7 чёрный король · e6 белая пешка · g6 чёрная пешка · e2 чёрный слон | f8 белый король · a7 чёрный король · e6 белая пешка · g6 чёрная пешка · e2 чёрный слон | f8 белый король · a7 чёрный король · e6 белая пешка · g6 чёрная пешка · e2 чёрный слон | f8 белый король · a7 чёрный король · e6 белая пешка · g6 чёрная пешка · e2 чёрный слон | f8 белый король · a7 чёрный король · e6 белая пешка · g6 чёрная пешка · e2 чёрный слон | f8 белый король · a7 чёрный король · e6 белая пешка · g6 чёрная пешка · e2 чёрный слон | f8 белый король · a7 чёрный король · e6 белая пешка · g6 чёрная пешка · e2 чёрный слон | f8 белый король · a7 чёрный король · e6 белая пешка · g6 чёрная пешка · e2 чёрный слон | 5 |
| 4 | f8 белый король · a7 чёрный король · e6 белая пешка · g6 чёрная пешка · e2 чёрный слон | f8 белый король · a7 чёрный король · e6 белая пешка · g6 чёрная пешка · e2 чёрный слон | f8 белый король · a7 чёрный король · e6 белая пешка · g6 чёрная пешка · e2 чёрный слон | f8 белый король · a7 чёрный король · e6 белая пешка · g6 чёрная пешка · e2 чёрный слон | f8 белый король · a7 чёрный король · e6 белая пешка · g6 чёрная пешка · e2 чёрный слон | f8 белый король · a7 чёрный король · e6 белая пешка · g6 чёрная пешка · e2 чёрный слон | f8 белый король · a7 чёрный король · e6 белая пешка · g6 чёрная пешка · e2 чёрный слон | f8 белый король · a7 чёрный король · e6 белая пешка · g6 чёрная пешка · e2 чёрный слон | 4 |
| 3 | f8 белый король · a7 чёрный король · e6 белая пешка · g6 чёрная пешка · e2 чёрный слон | f8 белый король · a7 чёрный король · e6 белая пешка · g6 чёрная пешка · e2 чёрный слон | f8 белый король · a7 чёрный король · e6 белая пешка · g6 чёрная пешка · e2 чёрный слон | f8 белый король · a7 чёрный король · e6 белая пешка · g6 чёрная пешка · e2 чёрный слон | f8 белый король · a7 чёрный король · e6 белая пешка · g6 чёрная пешка · e2 чёрный слон | f8 белый король · a7 чёрный король · e6 белая пешка · g6 чёрная пешка · e2 чёрный слон | f8 белый король · a7 чёрный король · e6 белая пешка · g6 чёрная пешка · e2 чёрный слон | f8 белый король · a7 чёрный король · e6 белая пешка · g6 чёрная пешка · e2 чёрный слон | 3 |
| 2 | f8 белый король · a7 чёрный король · e6 белая пешка · g6 чёрная пешка · e2 чёрный слон | f8 белый король · a7 чёрный король · e6 белая пешка · g6 чёрная пешка · e2 чёрный слон | f8 белый король · a7 чёрный король · e6 белая пешка · g6 чёрная пешка · e2 чёрный слон | f8 белый король · a7 чёрный король · e6 белая пешка · g6 чёрная пешка · e2 чёрный слон | f8 белый король · a7 чёрный король · e6 белая пешка · g6 чёрная пешка · e2 чёрный слон | f8 белый король · a7 чёрный король · e6 белая пешка · g6 чёрная пешка · e2 чёрный слон | f8 белый король · a7 чёрный король · e6 белая пешка · g6 чёрная пешка · e2 чёрный слон | f8 белый король · a7 чёрный король · e6 белая пешка · g6 чёрная пешка · e2 чёрный слон | 2 |
| 1 | f8 белый король · a7 чёрный король · e6 белая пешка · g6 чёрная пешка · e2 чёрный слон | f8 белый король · a7 чёрный король · e6 белая пешка · g6 чёрная пешка · e2 чёрный слон | f8 белый король · a7 чёрный король · e6 белая пешка · g6 чёрная пешка · e2 чёрный слон | f8 белый король · a7 чёрный король · e6 белая пешка · g6 чёрная пешка · e2 чёрный слон | f8 белый король · a7 чёрный король · e6 белая пешка · g6 чёрная пешка · e2 чёрный слон | f8 белый король · a7 чёрный король · e6 белая пешка · g6 чёрная пешка · e2 чёрный слон | f8 белый король · a7 чёрный король · e6 белая пешка · g6 чёрная пешка · e2 чёрный слон | f8 белый король · a7 чёрный король · e6 белая пешка · g6 чёрная пешка · e2 чёрный слон | 1 |
|   | a                                                                                      | b                                                                                      | c                                                                                      | d                                                                                      | e                                                                                      | f                                                                                      | g                                                                                      | h                                                                                      |   |

Решение.

1. Крe7! (как и в этюде Сарычевых, король стал на пути собственной пешки) g5

2. Крd6! g4

3. e7 (теперь чёрная пешка мешает 3... Сh5) Сb5

4. Крc5! Сe8

5. Крd4, и пешка g задержана.

#### Ладислав Прокеш
Чешский этюдист представил оригинальный вариант темы Рети.
|   | a                                                                     | b                                                                     | c                                                                     | d                                                                     | e                                                                     | f                                                                     | g                                                                     | h                                                                     |   |
| - | --------------------------------------------------------------------- | --------------------------------------------------------------------- | --------------------------------------------------------------------- | --------------------------------------------------------------------- | --------------------------------------------------------------------- | --------------------------------------------------------------------- | --------------------------------------------------------------------- | --------------------------------------------------------------------- | - |
| 8 | d8 белый король · h7 чёрная пешка · d6 чёрный король · a5 белая пешка | d8 белый король · h7 чёрная пешка · d6 чёрный король · a5 белая пешка | d8 белый король · h7 чёрная пешка · d6 чёрный король · a5 белая пешка | d8 белый король · h7 чёрная пешка · d6 чёрный король · a5 белая пешка | d8 белый король · h7 чёрная пешка · d6 чёрный король · a5 белая пешка | d8 белый король · h7 чёрная пешка · d6 чёрный король · a5 белая пешка | d8 белый король · h7 чёрная пешка · d6 чёрный король · a5 белая пешка | d8 белый король · h7 чёрная пешка · d6 чёрный король · a5 белая пешка | 8 |
| 7 | d8 белый король · h7 чёрная пешка · d6 чёрный король · a5 белая пешка | d8 белый король · h7 чёрная пешка · d6 чёрный король · a5 белая пешка | d8 белый король · h7 чёрная пешка · d6 чёрный король · a5 белая пешка | d8 белый король · h7 чёрная пешка · d6 чёрный король · a5 белая пешка | d8 белый король · h7 чёрная пешка · d6 чёрный король · a5 белая пешка | d8 белый король · h7 чёрная пешка · d6 чёрный король · a5 белая пешка | d8 белый король · h7 чёрная пешка · d6 чёрный король · a5 белая пешка | d8 белый король · h7 чёрная пешка · d6 чёрный король · a5 белая пешка | 7 |
| 6 | d8 белый король · h7 чёрная пешка · d6 чёрный король · a5 белая пешка | d8 белый король · h7 чёрная пешка · d6 чёрный король · a5 белая пешка | d8 белый король · h7 чёрная пешка · d6 чёрный король · a5 белая пешка | d8 белый король · h7 чёрная пешка · d6 чёрный король · a5 белая пешка | d8 белый король · h7 чёрная пешка · d6 чёрный король · a5 белая пешка | d8 белый король · h7 чёрная пешка · d6 чёрный король · a5 белая пешка | d8 белый король · h7 чёрная пешка · d6 чёрный король · a5 белая пешка | d8 белый король · h7 чёрная пешка · d6 чёрный король · a5 белая пешка | 6 |
| 5 | d8 белый король · h7 чёрная пешка · d6 чёрный король · a5 белая пешка | d8 белый король · h7 чёрная пешка · d6 чёрный король · a5 белая пешка | d8 белый король · h7 чёрная пешка · d6 чёрный король · a5 белая пешка | d8 белый король · h7 чёрная пешка · d6 чёрный король · a5 белая пешка | d8 белый король · h7 чёрная пешка · d6 чёрный король · a5 белая пешка | d8 белый король · h7 чёрная пешка · d6 чёрный король · a5 белая пешка | d8 белый король · h7 чёрная пешка · d6 чёрный король · a5 белая пешка | d8 белый король · h7 чёрная пешка · d6 чёрный король · a5 белая пешка | 5 |
| 4 | d8 белый король · h7 чёрная пешка · d6 чёрный король · a5 белая пешка | d8 белый король · h7 чёрная пешка · d6 чёрный король · a5 белая пешка | d8 белый король · h7 чёрная пешка · d6 чёрный король · a5 белая пешка | d8 белый король · h7 чёрная пешка · d6 чёрный король · a5 белая пешка | d8 белый король · h7 чёрная пешка · d6 чёрный король · a5 белая пешка | d8 белый король · h7 чёрная пешка · d6 чёрный король · a5 белая пешка | d8 белый король · h7 чёрная пешка · d6 чёрный король · a5 белая пешка | d8 белый король · h7 чёрная пешка · d6 чёрный король · a5 белая пешка | 4 |
| 3 | d8 белый король · h7 чёрная пешка · d6 чёрный король · a5 белая пешка | d8 белый король · h7 чёрная пешка · d6 чёрный король · a5 белая пешка | d8 белый король · h7 чёрная пешка · d6 чёрный король · a5 белая пешка | d8 белый король · h7 чёрная пешка · d6 чёрный король · a5 белая пешка | d8 белый король · h7 чёрная пешка · d6 чёрный король · a5 белая пешка | d8 белый король · h7 чёрная пешка · d6 чёрный король · a5 белая пешка | d8 белый король · h7 чёрная пешка · d6 чёрный король · a5 белая пешка | d8 белый король · h7 чёрная пешка · d6 чёрный король · a5 белая пешка | 3 |
| 2 | d8 белый король · h7 чёрная пешка · d6 чёрный король · a5 белая пешка | d8 белый король · h7 чёрная пешка · d6 чёрный король · a5 белая пешка | d8 белый король · h7 чёрная пешка · d6 чёрный король · a5 белая пешка | d8 белый король · h7 чёрная пешка · d6 чёрный король · a5 белая пешка | d8 белый король · h7 чёрная пешка · d6 чёрный король · a5 белая пешка | d8 белый король · h7 чёрная пешка · d6 чёрный король · a5 белая пешка | d8 белый король · h7 чёрная пешка · d6 чёрный король · a5 белая пешка | d8 белый король · h7 чёрная пешка · d6 чёрный король · a5 белая пешка | 2 |
| 1 | d8 белый король · h7 чёрная пешка · d6 чёрный король · a5 белая пешка | d8 белый король · h7 чёрная пешка · d6 чёрный король · a5 белая пешка | d8 белый король · h7 чёрная пешка · d6 чёрный король · a5 белая пешка | d8 белый король · h7 чёрная пешка · d6 чёрный король · a5 белая пешка | d8 белый король · h7 чёрная пешка · d6 чёрный король · a5 белая пешка | d8 белый король · h7 чёрная пешка · d6 чёрный король · a5 белая пешка | d8 белый король · h7 чёрная пешка · d6 чёрный король · a5 белая пешка | d8 белый король · h7 чёрная пешка · d6 чёрный король · a5 белая пешка | 1 |
|   | a                                                                     | b                                                                     | c                                                                     | d                                                                     | e                                                                     | f                                                                     | g                                                                     | h                                                                     |   |

Решение.

1. Крc8! (как ни странно, цель этого хода — задержать пешку h) Крc6

2. Крb8! Крb5

3. Крb7! Кр:a5

4. Крc6, и пешка h задержана.

## «Отталкивание плечом»
К манёвру  Рети идейно близок приём «отталкивания плечом» короля соперника.
|   | a                                                                     | b                                                                     | c                                                                     | d                                                                     | e                                                                     | f                                                                     | g                                                                     | h                                                                     |   |
| - | --------------------------------------------------------------------- | --------------------------------------------------------------------- | --------------------------------------------------------------------- | --------------------------------------------------------------------- | --------------------------------------------------------------------- | --------------------------------------------------------------------- | --------------------------------------------------------------------- | --------------------------------------------------------------------- | - |
| 8 | a7 чёрная пешка · f7 белый король · a6 белая пешка · b2 чёрный король | a7 чёрная пешка · f7 белый король · a6 белая пешка · b2 чёрный король | a7 чёрная пешка · f7 белый король · a6 белая пешка · b2 чёрный король | a7 чёрная пешка · f7 белый король · a6 белая пешка · b2 чёрный король | a7 чёрная пешка · f7 белый король · a6 белая пешка · b2 чёрный король | a7 чёрная пешка · f7 белый король · a6 белая пешка · b2 чёрный король | a7 чёрная пешка · f7 белый король · a6 белая пешка · b2 чёрный король | a7 чёрная пешка · f7 белый король · a6 белая пешка · b2 чёрный король | 8 |
| 7 | a7 чёрная пешка · f7 белый король · a6 белая пешка · b2 чёрный король | a7 чёрная пешка · f7 белый король · a6 белая пешка · b2 чёрный король | a7 чёрная пешка · f7 белый король · a6 белая пешка · b2 чёрный король | a7 чёрная пешка · f7 белый король · a6 белая пешка · b2 чёрный король | a7 чёрная пешка · f7 белый король · a6 белая пешка · b2 чёрный король | a7 чёрная пешка · f7 белый король · a6 белая пешка · b2 чёрный король | a7 чёрная пешка · f7 белый король · a6 белая пешка · b2 чёрный король | a7 чёрная пешка · f7 белый король · a6 белая пешка · b2 чёрный король | 7 |
| 6 | a7 чёрная пешка · f7 белый король · a6 белая пешка · b2 чёрный король | a7 чёрная пешка · f7 белый король · a6 белая пешка · b2 чёрный король | a7 чёрная пешка · f7 белый король · a6 белая пешка · b2 чёрный король | a7 чёрная пешка · f7 белый король · a6 белая пешка · b2 чёрный король | a7 чёрная пешка · f7 белый король · a6 белая пешка · b2 чёрный король | a7 чёрная пешка · f7 белый король · a6 белая пешка · b2 чёрный король | a7 чёрная пешка · f7 белый король · a6 белая пешка · b2 чёрный король | a7 чёрная пешка · f7 белый король · a6 белая пешка · b2 чёрный король | 6 |
| 5 | a7 чёрная пешка · f7 белый король · a6 белая пешка · b2 чёрный король | a7 чёрная пешка · f7 белый король · a6 белая пешка · b2 чёрный король | a7 чёрная пешка · f7 белый король · a6 белая пешка · b2 чёрный король | a7 чёрная пешка · f7 белый король · a6 белая пешка · b2 чёрный король | a7 чёрная пешка · f7 белый король · a6 белая пешка · b2 чёрный король | a7 чёрная пешка · f7 белый король · a6 белая пешка · b2 чёрный король | a7 чёрная пешка · f7 белый король · a6 белая пешка · b2 чёрный король | a7 чёрная пешка · f7 белый король · a6 белая пешка · b2 чёрный король | 5 |
| 4 | a7 чёрная пешка · f7 белый король · a6 белая пешка · b2 чёрный король | a7 чёрная пешка · f7 белый король · a6 белая пешка · b2 чёрный король | a7 чёрная пешка · f7 белый король · a6 белая пешка · b2 чёрный король | a7 чёрная пешка · f7 белый король · a6 белая пешка · b2 чёрный король | a7 чёрная пешка · f7 белый король · a6 белая пешка · b2 чёрный король | a7 чёрная пешка · f7 белый король · a6 белая пешка · b2 чёрный король | a7 чёрная пешка · f7 белый король · a6 белая пешка · b2 чёрный король | a7 чёрная пешка · f7 белый король · a6 белая пешка · b2 чёрный король | 4 |
| 3 | a7 чёрная пешка · f7 белый король · a6 белая пешка · b2 чёрный король | a7 чёрная пешка · f7 белый король · a6 белая пешка · b2 чёрный король | a7 чёрная пешка · f7 белый король · a6 белая пешка · b2 чёрный король | a7 чёрная пешка · f7 белый король · a6 белая пешка · b2 чёрный король | a7 чёрная пешка · f7 белый король · a6 белая пешка · b2 чёрный король | a7 чёрная пешка · f7 белый король · a6 белая пешка · b2 чёрный король | a7 чёрная пешка · f7 белый король · a6 белая пешка · b2 чёрный король | a7 чёрная пешка · f7 белый король · a6 белая пешка · b2 чёрный король | 3 |
| 2 | a7 чёрная пешка · f7 белый король · a6 белая пешка · b2 чёрный король | a7 чёрная пешка · f7 белый король · a6 белая пешка · b2 чёрный король | a7 чёрная пешка · f7 белый король · a6 белая пешка · b2 чёрный король | a7 чёрная пешка · f7 белый король · a6 белая пешка · b2 чёрный король | a7 чёрная пешка · f7 белый король · a6 белая пешка · b2 чёрный король | a7 чёрная пешка · f7 белый король · a6 белая пешка · b2 чёрный король | a7 чёрная пешка · f7 белый король · a6 белая пешка · b2 чёрный король | a7 чёрная пешка · f7 белый король · a6 белая пешка · b2 чёрный король | 2 |
| 1 | a7 чёрная пешка · f7 белый король · a6 белая пешка · b2 чёрный король | a7 чёрная пешка · f7 белый король · a6 белая пешка · b2 чёрный король | a7 чёрная пешка · f7 белый король · a6 белая пешка · b2 чёрный король | a7 чёрная пешка · f7 белый король · a6 белая пешка · b2 чёрный король | a7 чёрная пешка · f7 белый король · a6 белая пешка · b2 чёрный король | a7 чёрная пешка · f7 белый король · a6 белая пешка · b2 чёрный король | a7 чёрная пешка · f7 белый король · a6 белая пешка · b2 чёрный король | a7 чёрная пешка · f7 белый король · a6 белая пешка · b2 чёрный король | 1 |
|   | a                                                                     | b                                                                     | c                                                                     | d                                                                     | e                                                                     | f                                                                     | g                                                                     | h                                                                     |   |

Партия продолжалась так:

1. Крe6 Крc3

2. Крd6? Крd4

3. Крc6 Крe5

4. Крb7 Крd6

5. Кр:a7 Крc7, и партнёры согласились на ничью.

Но, как отметил в 1925 году советский мастер Илья Майзелис, если бы белые сыграли 2. Крd5! («отталкивая» неприятельского короля), то они бы выиграли, так как чёрный король в этом варианте не успевал на ключевое поле c7.